# Кумарчик
Кума́рчик, или Катун, также «киргизское пшено» (лат. Agriophýllum) — род однолетних травянистых растений семейства Амарантовые (Amaranthaceae).

## Ботаническое описание
Стебли всех видов кумарчика жёсткие, ветвистые от основания.
Листья колючие, цельные, очерёдные. К началу цветения поедаемость кумарчика домашним скотом падает, а ко времени созревания семян они становятся настолько колючими, что совсем не поедаются.
Цветки обоеполые, с двумя — тремя тычинками и двумя рыльцами, собраны в мелкие пазушные головчатые соцветия. Околоцветник имеет от одного до трёх листочков или не имеет их вовсе.
Плод сжатый, узкокрылатый.
В семенах содержится 16—17 % белка, 6—10 жира, 60 % углеводов (в основном крахмала).

## Распространение
Дико произрастает в песчаной пустынной и степной зонах Передней, Средней и Центральной Азии, в Казахстане и Китае; Кумарчик песчаный или растопыренный (Agriophyllum squarrosum, устаревшее название — Agriophyllum arenarium) распространён также в районах нижнего Дона, нижней Волги, Дагестана, восточного Закавказья и в Западной Сибири. Может произрастать в том числе на подвижных песках.

## Значение и использование
Все виды кумарчика в молодом виде являются пастбищными кормовыми растениями для овец и верблюдов. Кумарчик искусственно разводится для закрепления песков посевом под грабли, например на Рын-песках. Семена его содержат масло, употребляются в пищу в поджаренном виде; растёртые в маслянистую муку, идут на приготовление каши или хлебных лепёшек и издавна служили для многих казахов исключительной пищей, поэтому местами кумарчик был успешно введён в культуру.

## Список видов
В род Кумарчик входит 6 видов:
- Agriophyllum lateriflorum (Lam.) Moq.
- Agriophyllum latifolium Fisch. & C.A.Mey.
- Agriophyllum minus Fisch. & C.A.Mey.
- Agriophyllum montasirii El Gazzar
- Agriophyllum paletzkianum Litv.
- Agriophyllum squarrosum (L.) Moq. — Кумарчик песчаныйtypus